# 玛丽·弗里泽尔
玛丽·弗里泽尔（英語：Mary Frizzell，1913年1月27日—1972年10月12日），加拿大女子田径运动员，主攻短跑。她曾代表加拿大参加1932年夏季奥林匹克运动会田径比赛，获得女子4×100米接力银牌。